# Èurit de Tarant
Èurit (grec antic: Εὔρυτος, Éurytos) fou un destacat filòsof pitagòric del segle iv aC.
Iàmblic diu que era nadiu de Crotona en un passatge, mentre que en un altre el situa entre els pitagòrics tarantins. Fou deixeble de Filolau, i Diògenes Laerci l'esmenta com a mestre de Plató, malgrat que probablement es tracta d'un error.
Aristòtil, en la seva Metafísica, esmenta Èurit quan parla dels punts com a magnitud espacial:
| «                              | Va ser en aquest sentit que Èurit determinava el nombre de qualsevol cosa: comptava el nombre d'una persona o el d'un cavall o de qualsevol ésser viu fent la seva silueta amb pedretes tal com comptaríem els costats d'un triangle o d'un quadrat | » |
| — Aristòtil, Metafísica, 1092b | |   |

Alexandre d'Afrodísies en fa una altra referència:
| «                                                                         | Per exemple, suposem que el nombre 250 és la definició de l'ésser humà […] havent establert això, Èurit hauria agafat 250 pedretes, unes de color verd, d'altres negres, d'altres vermelles, i en general pedres de tots els colors. Llavors, dibuixaria el contorn d'una persona en una paret fent servir calç […] i a continuació posaria aquestes pedretes al voltant del rostre dibuixat, d'altres al voltant de les mans, més pedres en altres llocs fins a completar la línia de l'ésser humà, dibuixat per mitjà de pedretes tal com les unitats que ell deia que definien l'ésser humà. Com a resultat d'aquest procediment, hauria afirmat que tal com la figura humana estava formada per 250 pedretes, un autèntic ésser humà es pot definir per la mateixa quantitat d'unitats | » |
| — Alexandre d'Afrodísies Commentari a la Metafísica d'Aristòtil, 837.9-19 | |   |

Un fragment conservat per Estobeu s'atribueix a Èurit.